# Пасічний Григорій Васильович
Григорій Васильович Пасічний (19 лютого 1932, Дніпропетровськ, СРСР — 26 лютого 2003, Дніпропетровськ, Україна) — український науковець в галузі геології та палеогеографії, доктор географічних наук, професор. Заслужений діяч науки та техніки України. 

## Життєпис
Пасічний Григорій Васильович народився 19 лютого 1932 року у Дніпропетровську. У 1947 році закінчив неповну середню школу № 5, у 1950 році — технікум підготовки культурно-освітніх працівників з відзнакою. Також з відзнакою у 1955 році закінчив Дніпропетровський державний університет за спеціальністю «Геологія». Вивчав стратиграфію, палеогеографію і геоекологію міоценових і антропогенових відкладів Південної України та Криму.
У 1955—1962 роках Пасічний Григорій працював у Західно-Сибірському геологічному управлінні СРСР.
У 1962—1978 роках працював в системі об'єднання «Дніпрогеологія» Міністерства геології України (нині державне комерційне підприємство «Південукргеологія») на посаді молодшого геолога, геолога, старшого геолога, головного геолога, начальника геолого-знімальної партії, начальника партії та головним геологом Дніпропетровської та Новомосковської геологорозвідувальних експедицій.
У 1971 році захистив кандидатську дисертацію. У 1978 році обраний за конкурсом доцентом у Дніпропетровський державний університет на кафедру геології. У 1979 році призначений завідувачем геологічного відділення вишу. У 1980 році присвоєно вчене звання доцента. У 1987 році захистив докторську дисертацію з присвоєнням наукового ступеня доктора географічний наук.
1989 року присвоєно вчене звання професора. За роки перебування в університеті працював завідувачем кафедрами геології (з 1985 р.), фізичної та економічної географії (з 1988 р.), геоекології та раціонального природокористування і одночасно деканом геолого-географічного факультету (з 1990 р.). Від 1991 року — науковий керівник Геокомплексу, до складу якого увійшли геолого-географічний факультет та науково-дослідницький інститут геології Дніпропетровського державного університету. За сумісництвом від 1990 року працював в Інституті проблем природокористування та екології НАН України.
Наукову діяльність пов'язував з проблемами геології, геоморфології, палеогеографії та геоекології. За його участю відкрито декілька родовищ корисних копалин на території України. Був членом Української Науково-редакційної ради по геології, головою редколегії наукового вісника Дніпропетровського державного університету «Геологія, гідрогеологія та інженерна геологія», а також редколегії наукового республіканського журналу «Фізична географія і геоморфологія». Упродовж багатьох років був головним редактором Причорноморської серії геологічних карт.
Помер 23 лютого 2003 року у Дніпропетровську. Похований на Краснопільському цвинтарі.

## Основні праці
Григорій Пасічний — автор та співавтор понад 20 монографій, атласів, навчальних посібників та 10 навчально-методичних розробок. автор та співавтор понад 20 монографій, атласів, навчальних посібників та 10 навчально-методичних розробок, серед яких:
- Геологическая карта СССР. М-б 1:200 000. — К., 1961;
- Металлогения Украины и Молдавии. — К., 1974;
- Карта четвертичных отложений Украинской ССР и Молдавской ССР масштаба 1:1 000 000. — К., 1978 (співавтор);
- Геологическая карта Украинской ССР и Молдавской ССР масштаба 1:1 000 000. — К., 1979 (співавтор);
- Палеогеография юго-запада СССР в плиоцене и плейстоцене // Геология и рудоносность юга Украины. — Дн., 1986;
- Стратиграфия и литология рудоносной и подстилающих ее толщ олигоцена Никопольского марганцеворудного бассейна // Геологический журнал. — 1992. — № 6 (267) (співавтор);
- Экологическая ситуация и экологическая инфрастуктура г. Днепропетровска. — 1997.

## Нагороди, звання
- 1970 — кандидат геолого-мінералогічних наук;
- 1987 — доктор географічних наук;
- 1989 — професор;
- 1993 — Заслужений діяч науки та техніки України.

## Родина
- Син Володимир (1959—2003) — український науковець, геолог, доктор технічних наук, професор Дніпропетровського національного університету (2001—2003)[1][2].